# The Washington Institute for Near East Policy
El Instituto de Washington para la Política de Oriente Próximo (en inglés estadounidense: The Washington Institute for Near East Policy) (WINEP) es una usina de ideas ubicada en Washington D. C., centrada en la política exterior de los Estados Unidos en Oriente Próximo y en los países del Suroeste de Asia. El think tank fue establecido en 1985 por el judío Martin Indyk, la misión declarada del instituto es la búsqueda y el avance de una comprensión realista de los intereses de los Estados Unidos en Oriente Medio, y promover las políticas que aseguren dichos intereses. Generalmente es descrita como una organización proisraelí.
El WINEP tiene fuertes vínculos con el American Israel Public Affairs Committee (AIPAC).

## Miembros
- Mehdi Khalaji
- Martin Kramer
- Joshua Muravchik
- Dennis Ross
- Robert Satloff
- Moshe Ya'alon